# Аву (вулкан)
Аву (инд. Awu) је највиши вулкан у Сангихешком архипелагу, који се налази у провинцији Северни Сулавеси у Индонезији. Надморска висина вулкана је 1.320 метара. Моћне ерупције догодиле су се 1711, 1812, 1856, 1892. и 1966. године са великим токовима вулканских маса које су резултирале веше од 8.000 смртних случајева. Кратер вулкана је широк 4,5 километара, а дубоке долине формирају пролазе за лаву. Овај вулкан се налази у „Ватреном појасу пацифика“.